# Torre del Mas del Cusidó
Torre del Mas del Cusidó és una torre del municipi de Tarragona declarada Bé Cultural d'Interès Nacional. És una de les edificacions del mas del Cusidó (o Mas d'en Cusidor) ubicat en una vall a l'oest del turó de Sant Simplici, en zona baixa i terres fèrtils, junt al barranc de la Móra. Es tracta d'un gran mas que conserva l'edifici central i ampliacions posteriors de difícil datació. La torre s'ha de situar en el context de les freqüents incursions de pirates moros que assolaren les costes durant els segles xvi i xvii, formant part de la línia d'instal·lacions d'aquestes característiques de la zona del Baix Gaià que tenien comunicació visual entre elles.

## Mas
Està situada en una vall a l'oest del turó de Sant Simplici, en zona baixa i terres fèrtils, a la vora del barranc de la Móra. Es tracta d'un gran mas que conserva l'edifici central i ampliacions posteriors de difícil datació. Presenta una estructura de planta baixa més dos pisos, però actualment només en resten les parets exteriors i dos arcs de pedra. El cos central (d'uns 15 per 20 m), que és també el més antic, és una construcció amb basament de maçoneria i murs de tàpia en la qual destaquen la porta principal, amb brancals i arc de carreus i un mínim de dos grans arcs apuntats i un de mig punt a l'interior. Cal destacar els magnífics grafits dibuixats a l'arrebossat d'algunes parets (segles xvii-xix).
Dins el corral hi ha tres edificis auxiliars, un dels quals adossat a la torre. A l'exterior es veu una cisterna i un altre edifici auxiliar de maçoneria arrebossat, amb el sostre enfonsat i sense gaire interès.
Malauradament, l'abandonament que ha patit aquest mas en els darrers anys ha provocat el seu ensorrament. Després de l'espoli de teules van caure els trespols i part dels murs. Fa uns anys (2002) es va ensorrar la façana principal, un esfondrament que va arrossegar també la portalada principal de pedra picada, i en el seu estat actual és difícilment recuperable. Els grafits també s'han perdut. Pel que fa a la torre, darrerament han aparegut grans esquerdes a la part superior de les cares oest i nord (aquesta darrera és la que recolza en el mur de tàpia del mas). Si no s'hi posa remei urgentment, aquesta magnífica torre tindrà el mateix destí que el mas en pocs mesos.

## Torre
Entre els edificis destaca una torre quadrada amb un edifici adossat de planta rectangular. La torre amida 4 x 4 metres i uns 70 cm d'amplada dels murs. L'aparell és de maçoneria, amb els angles reforçats i les obertures emmarcades per carreus.
Destaca el fet que la part inferior de la façana oriental és de tàpia, perquè és en realitat part de la façana del mas; és a dir, que la torre va ser aixecada posteriorment al mas. Trobem una porta a la planta baixa, de llinda, que comunica amb el mas.
Al primer pis hi ha una altra obertura similar que comunicava amb la cuina del mas. Ambdues obertures estaven defensades per un matacà que es troba a la part superior oest de la torre. Un altre matacà, obert al mur meridional, defensa l'entrada del mas situada al costat de la torre.
La distribució interior de la torre és de planta i tres pisos. La planta baixa no tenia comunicació directa amb les superiors i se’n conserva la volta de canó original. La resta de plantes es comuniquen entre si mitjançant escales d'obra. Aquestes escales serien més tardanes, ja que la comunicació original seria, com a la resta de torres conegudes, mitjançant escales de fusta.
La part superior de la torre, que originalment devia ser plana, presenta teulada a dues vessants i ha estat utilitzada com a colomer. Algunes gàrgoles servien per evacuar l'aigua del terrat. Un seguit de finestres es troben obertes als murs de la torre. Són petites i quadrades, emmarcades per carreus. Just al carreu inferior de cadascuna d'elles s'obre una espitllera, com també d'altres obertes a la part superior de la torre. Altres finestres, entre les quals n'hi ha dues amb arquets apuntats, són recreacions neogòtiques modernes.